# Секунда Тадей
Таде́й Секу́нда  (* близько 1892) — інженер-механік, перекладач німецької технічної літератури, лексикограф, голова Технічної секції Правописно-термінологічної Комісії УАН, співробітник Інституту української наукової мови.
Уклав словнички української технічної термінології (статики, залізобетону, гірництва, 1918—1919), «Німецько-російсько-український словник з обсягу механіки» (1925) з використанням народної термінології Остерщини та з поміркованим уводженням новотворів.
Репресований у кінці 1930-х років, дальша доля невідома.